# MÁV 384
A MÁV 384 sorozat egy  mellékvonali (harmadrangú) szertartályos gőzmozdony sorozata volt a Magyar Államvasutaknak.

## Története
A Magyar Nyugati Vasút vásárolt a müncheni Krausstól 12 db 1B tengelyelrendezésű mozdonyt vonatai továbbításához. A vasútnál a 61-77 pályaszámok alatt üzemeltek. Amikor államosították az MNyV-t, mozdonyparkja is a MÁV-hoz került, ahol a XIIl. osztályba sorolták őket s a 877-888 pályaszámcsoportba kerültek. A MÁV második pályaszámozási rendszerének bevezetésekor osztálybesorolásuk megtartása mellett az 5651-5662 pályaszámokat osztották ki nekik.
Mivel az 1B tengelyelrendezésű mozdonyoknál a C tengelyelrendezés megfelelőbbnek bizonyult 1892-ben a MÁV  átépíttette a mozdonyokat C tengelyelrendezésűekké és további korszerűsítéseket is végzett rajtuk. Így az ikergépezetet a jobb hatásfokú kompaund gépezetre cserélte, a hosszkazán amerikai rendszerű hosszú füstszekrényesre lett átépítve szikrafogóval, cserélték az ún. "gólyafészkes kéményt" is egyszerű hengeres öntöttvas kéményre, mozdonysátor került rájuk stb. Az átalakítások után átsorolta őket a XIIi osztályba, és a 6651-6662 pályaszámokat osztotta ki rájuk. 1911-ben a harmadik számozási rendszerben a 384 sorozat 001-012 pályaszámait kapták. 1924 és 1927 között selejtezték őket.